# Hesketh 308E
La Hesketh 308E è stata l'ultima monoposto sportiva di Formula 1 realizzata dal costruttore britannico Hesketh.
Realizzata in alluminio e motorizzata Ford Cosworth DFV V8 corse nella stagione 1977 e in parte della stagione 1978.
I vari piloti che si avvicendarono alla sua guida lottarono spesso per poter qualificare la vettura. Il miglior risultato raggiunto fu il settimo posto di Rupert Keegan al Gran Premio d'Austria 1977. 
Dopo la fallita qualificazione al Gran Premio del Belgio 1978 con Derek Daly la squadra abbandonò il Campionato Mondiale.